# Az Év Honlapja díj
Az Év Honlapja pályázat a Magyar Marketing Szövetség Internet Tagozatának nonprofit szakmai pályázata, amely minden évben a legjobb magyar nyelvű vagy magyar cég által fejlesztett honlapokat és egyéb digitális marketing megoldásokat keresi és díjazza. A pályázatot 2000-ben alapította Varga István László, a  Magyar Marketing Szövetség elnökségi tagja.

## A pályázat céljai
A díjakra magyar nyelvű, vagy magyar fejlesztők által készített nem magyar nyelvű honlapokkal pályázhat a honlapot fejlesztő vagy a honlap tulajdonosa. A pályázat célja
- a legkiválóbb hazai fejlesztésű honlapok, webes megoldások megtalálása és közösség elé állítása
- a korszerű marketinglehetőségek, -technikák használatára, kiaknázására való figyelemfelkeltés
- ösztönzést, bátorítást adni a magasabb színvonalú szakmai tudás gyakorlati alkalmazására.
- a hazai digitális kultúra erősítése
- a hiánypótló, értékteremtő, kiemelkedő minőségű honlapok elismerése (pénzbeli jutalommal nem jár).

A pályázat időtartama alatt a honlapnak működnie kell, a pályázónak regisztrálnia kell és pályázati díjat kell fizetnie az elbírálásért.

## Nevezési kategóriák[2]
Jelenleg 28 kategóriában lehet nevezni, ezen kívül pedig 2017 óta átadásra kerül az Abszolút 'Az Év Honlapja' díj is. 2021-től lehet nevezni Ipari weboldalak és Hungarikum kategóriákban is.
| Kategória                               | Leírás |
| --------------------------------------- | --- |
| Agrár                                   | Az agrár iparágban is elindulni látszik a rohamos digitális fejlődés, melynek mi is teret kívánunk adni versenyünkben. Ezek az oldalak nem hasonlíthatók egyetlen más kategóriához sem, ezért a zsűri kifejezetten figyelni fog a megvalósításra. Minden olyan honlap nevezését ide várjuk, mely köthető az agrár tevékenységhez. Az ötletes kivitelezés mellett fontos szerepet kap majd a megfelelő tartalom, illetve a már sokszor emlegetett reszponzív design alkalmazása is. |
| Az év applikációja                      | Évek óta érezhető az a trend, hogy a „klasszikus” internet átalakulóban van, egyre többen mobil eszközökről (telefon, táblagép) érik el és használják a netet. Ezen a felületen nem érvényesül a nagy képernyőkre megtervezett vizuális világ, a mobil eszközök más platformot igényelnek. Ebben a kategóriában várjuk azon applikációk jelentkezését, melyek segítik, szórakoztatják vagy egyéb módon hasznára válnak a célközönségnek és az online marketing elemeit sikeresen ültették át mobileszközökre. Alapvető cél, hogy a felhasználó mozgás közben legyen képes el-/utolérni és így használni tudja a funkciókat. Ezen alkalmazások kivitelezése nagyban eltér Az Év Honlapja pályázat más kategóriáitól. Sokszorozottan érvényes ebben a szekcióban az innováció, a funkcionalitás, a jól áttekinthető modern felületek felhasználása. |
| Az év kreatív megoldása                 | Az év kreatív megoldása egy olyan kategória, amiben talán a legnagyobb mozgástérrel és eszközhasználati lehetőséggel rendelkeznek a pályázók. Olyan weboldalakat, hírleveleket, és egyéb digitális megoldásokat várunk ebbe a kategóriába, melyek különleges, egyedi, esetleg a megszokottól eltérő ötletek alkalmazásával hívják fel magukra a figyelmet. A kategória elnevezéséből adódóan a zsűri a legegyedülállóbb megoldásokat díjazza. |
| Az év technológiai megoldása            | A kategóriába olyan technológiai megoldásokkal lehet nevezni, melyek több weboldalon alkalmazhatóak, és a webfejlesztés vagy internetes üzletvitel színvonalát általánosan, lehetőleg minél szélesebb körben emelni tudják. Ilyenre példa lehet egy innovatív webes fizetési megoldás, egy látogatottságot vagy a marketingeredményeket mérő eszköz, a weboldalak kódját optimalizáló megoldás, egy CMS rendszerekhez illeszthető plugin, az üzletvitelt vagy a marketingfolyamatokat automatizáló, a honlapokhoz illeszthető fizetős vagy ingyenes webes megoldás, de akár egy bérelhető webáruház rendszer vagy egy széles körben alkalmazott CMS sablon is. |
| B2B                                     | Ipari tevékenységgel foglalkozó vállalatok honlapjait várjuk ebbe a kategóriában, melyeknek központjában a gyártás és a kereskedelem kapja a főszerepet. Az ide jelentkező weboldalak legfontosabb kritériuma az információ komplex átadása, amely segítségével a látogató egy letisztult képet kaphat a cég fő profiljáról. |
| Blockchain                              | Olyan weboldalak jelentkezését várjuk, melyek a blockchain technológia segítségével újszerű megoldásokat kínálnak ügyfeleik és partnereik adatainak tárolására. A decentralizált adattárolás módszerével hozzájárulnak a biztonságosabb adattárolás jövőjének építésében és fejlesztésében. A blockchain felhasználása rendkívül sokszínű, a pályázók tematikai megkötésektől szabadon jelentkezhetnek akár termékkövetési rendszerrel, számlavezetési, illetve adatszolgáltatási megoldásokkal vagy akár okos szerződéssel is. |
| Egészségügy                             | Kategóriában jelentkezhet minden olyan weboldal, melynek fő profilját az egészségüggyel kapcsolatos tájékoztatás és informálás jelenti. Mivel információközlő oldalakról van szó, ezért alapvető, hogy átláthatóak legyenek és gazdag tartalommal bírjanak a célcsoportjaik számára. Egyes területekhez mérten rendelkezzenek rengeteg friss adattal és különböző megoldási alternatívákkal. Más kategóriákhoz hasonlóan itt is előnyt jelent a kétirányú kommunikáció lehetőségének megteremtése. |
| E-kereskedelem                          | Az elektronikus úton történő értékesítéssel és a vele járó tranzakciókkal foglalkozó weblapok nevezéseit várjuk ebben a kategóriában. Ezen honlapoknál alap egyrészt a könnyű kezelhetőség másrészt az információgazdag tájékoztatás. Fontos, hogy a saját piacukon tisztában legyenek a célcsoportjaikkal és ezáltal szem előtt tarthassák azok preferenciáit. A vizuális megjelenés mellett fontos az e-kereskedelemre vonatkozó fogyasztóvédelmi és jogi előírások alkalmazása és betartása. Mivel fő tevékenységi körük az értékesítés; elengedhetetlen szempont egy látványos, figyelemfelkeltő felület kialakítása. |
| E-learning                              | Ebbe a kategóriába olyan pályázatokat várunk, melyek esetében az oktatás csak és kizárólag online módon történik, teljes mértékben kizárva a hagyományos oktatási elemeket, ezáltal teret engedve az internet adta lehetőségeknek. Mivel ez egy nemrégiben kialakult oktatási forma, ezért a korszerű megvalósítás még csak most kezd elterjedni; a modern és interaktív kivitelezés és a rendkívül magas színvonalú tartalom, mind alappillérei kell, hogy legyenek a kategóriában indulóknak. |
| Életmód és Sport                        | Olyan weblapok jelentkezhetnek ebbe a kategóriába, melyek elsősorban tájékoztatás és információközlés céljából jöttek létre az életmód és a sport témaköreiben. Ilyenek lehetnek például a gasztronómiai portálok, fitnesz magazinok vagy online sportújságok, melyek adott témakörben kimeríthetetlen tartalommal rendelkeznek. Mind életmód, mind sport kategóriában fontos szempont a tartalomhoz illő, célcsoportorientált kivitelezés. |
| Hungarikum                              | A "hungarikum" a magyarság csúcsteljesítményét jelölő gyűjtőfogalom, amely olyan megkülönböztetésre, kiemelésre méltó értéket jelez, amely a magyarságra jellemző tulajdonság, egyediség, különlegesség és minőség. Ebbe a kategóriába a Hungarikumok weboldalait várjuk. |
| Ifjúsági                                | Ebbe a kategóriába 14 - 18 éves magánszemélyek (középiskolai tanulók) által fejlesztett, nem kereskedelmi céllal létrehozott személyes weblapok szerkesztői/tulajdonosai jelentkezhetnek. Ez az egyik olyan kategória az Év Honlapja pályázatban, aminek semmiféle tartalmi megkötése nincs, tehát témától függetlenül nevezhetnek a fiatalok. Különleges, kreatív és látványos megoldásokat felvonultató honlapokat várunk, melyek teljes mértékben megfelelnek a modern világ fiataljainak. |
| Ipari weboldalak                        | Ipari tevékenységekkel foglalkozó vállalatok honlapjait várjuk ebben a kategóriában, melyeknek központjában a gyártás és a kereskedelem kapja a főszerepet. A weboldalak legfontosabb kritériuma az információ komplex átadása, amely segítségével a látogató egy letisztult képet kaphat a cég fő profiljáról. |
| Kereskedelem                            | A kategóriában nevezhetőek olyan értékesítéssel kapcsolatos információkat tartalmazó weboldalak, melyek nem nyújtanak lehetőséget tényleges online vásárlásra. Elsősorban tájékoztató jelleggel működnek, adott termékekről, márkákról, szolgáltatásokról nyújtanak tudnivalókat, mellyel segítik a látogatókat az eligazodásban. Napjainkban a túlzott információáradat miatt szükség van a letisztult, mégis figyelemfelkeltő és látványos kivitelezésre, mely segíti a megkülönböztetést a piacon. |
| Kormányzat                              | Ebbe a kategóriába a kormányzati oldalak, mint pl. a minisztériumi weboldalak vagy a kormányzati háttérintézmények, pártok, kormányhivatalok oldalai jelentkezhetnek. Ezen website-ok nem kereskedelmi céllal jöttek létre, elsősorban tájékoztatásra, információnyújtásra fókuszálnak, azonban az igényes kivitelezést sem szabad szem elől téveszteniük. Mivel ezek a honlapok a felhasználók számára rengeteg információt hordoznak, ezért ebben a kategóriában a fő értékelési szempontok közé tartozik a kezelhetőség, és az oldalon történő könnyű eligazodás is. |
| Közösségi oldal és marketing megoldások | Ebbe a kategóriába olyan weboldalak nevezéseit várjuk, melyek közös érdeklődéssel rendelkező felhasználók csoportjait jelenítik meg. Mivel az állandó többirányú kommunikáció alapvető része ennek a szekciónak, így a fogyasztó is beleszólhat, szerkesztheti, sőt irányíthatja is a tartalmat. Fontos, hogy mindez kiegészüljön egy teljes mértékben felhasználóbarát és könnyen navigálható felülettel, amely így tökéletesen előtérbe tudja helyezni a célcsoport preferenciáit |
| Kultúra                                 | Kultúra kategóriába nevezhető minden olyan weboldal, mely valamilyen módon a kultúra szolgálatában áll, ezzel segítve elő annak fejlődését. A kultúra alapvető pilléreként szolgál, de az elbírálás során is nagyon fontos szempont az esztétikum, az igényes kivitelezés. Az eddig nevezett honlapok fő profilja a művelődés támogatása, esetleges programkínálat az oda látogatók számára. Nemcsak információkat nyújtanak, hanem másodlagos feladatuk lehet például a jegyértékesítés is, ezáltal több funkciót képesek betölteni. |
| Márkasite                               | Ebben a kategóriában kifejezetten az adott márkaépítésre mozgósító weboldalak jelentkezését várjuk. Mivel az elsődleges cél az egyes márkák népszerűsítése, illetve megismertetése a fogyasztók körében, ezért az információ mellett fontos szerepet kaphat az emóció és a kreativitás. Emellett ugyanakkora jelentőséget kapnak a kreatív megoldások, a felületek korszerű kihasználásai és az esztétikus, illetve látványos vizuális elemek. |
| Média                                   | A kategóriában nevezhetnek a nyomtatott és elektronikus média vállalkozások weboldalai, melyek elektronikus formában (is) elérhetőek. Olyan megoldásokat várunk ebben a szekcióban, ahol az egyszerű információ-átadás mellett, fontos szerepet kap a kreativitás is, ezzel tűnik ki a népes média közegből. Az offline „társaikhoz” hasonlóan fontos, hogy maradéktalanul ki tudják szolgálni a felhasználók igényeit, ugyanakkor képesek legyenek az online tér adta lehetőségekkel élve hozzáadott funkciókkal gazdagítani weboldalukat. Például az olvasók hozzászólásaikkal alakíthatják, szerkeszthetik, illetve bővíthetik is a tartalmat. |
| Művészek és közszereplők honlapjai      | Olyan személyek (pl. sportolók, csapatok, politikusok, celebek, zenekarok) weboldalainak nevezéseit várjuk ebbe a kategóriába, akik hivatásszerűen tevékenykednek a közéletben. Mivel számukra a mindennapi élet részét képezi a figyelem, ezért fontos az információgazdag tartalom. Azonban legalább ennyire fontos a kreatív, látványos, ugyanakkor figyelemfelkeltő és a céljaikat, egyéniségüket kitűnően tükröző honlap kialakítása is, mely versenyelőnyt jelenthet más, hasonló személyekkel és honlapokkal szemben. A zsűrizésnél kiemelkedő szerepet kap az interaktivitás is, hiszen az állandó visszajelzés, a kétoldalú kommunikáció elengedhetetlen ebben a szakmában. |
| Nonprofit kategória                     | A kreativitás és a biztos szakmai tudás nem csak a profitorientált honlapok privilégiuma. Az Év Honlapja zsűrije ezt a kategóriát a nem kereskedelmi céllal létrejött segítségnyújtó és ösztönző szervezetek és kezdeményezések, különböző témájú, informáló vagy szórakoztató tartalmú oldalak számára hozta létre. Az oldal tematikájához tartozó -kreatív ötletek, design és tartalom elengedhetetlen a célközönség számára. Nevezhetők például társadalmi és civil szervezetek honlapjai, egyházi témájú vagy egykor élt személyek életrajzi oldalai, különböző gyűjtemények, vagy akár nem eladást ösztönző, de folyamatos friss tartalommal informáló, rajongói oldalak is. |
| Oktatás                                 | Ebben a kategóriában olyan honlapok nevezéseit várjuk, akik a hagyományos oktatás eszközeit ötvözik az online megoldások használatával. Fontos, hogy a tradicionális mód mellett megtalálják a modern utat is, hiszen folyamatosan megújuló világunkban az oktatás területén sem elhanyagolható a fejlődés, sőt a célcsoport miatt ez mára már elkerülhetetlen. A vizuális elemeket tekintve elengedhetetlen a konkrét célnak megfelelő vizuális megjelenés, a jól áttekinthető struktúra, illetve a korszerű felhasználóbarát felületek alkalmazása |
| Önkormányzatok és települések           | Ebbe a kategóriába minden hazai település és önkormányzat weboldala benevezhet. Napjainkra egyre több önkormányzat kezdi felismerni a korszerű és egyben esztétikus honlapok szükségességét. Többnyire három célpiacot kell kiszolgálniuk: egyrészt az adott település lakossága felé nyújt információkat és bizonyos államigazgatási szolgáltatásokat, kommunikál a térségben letelepedett vagy letelepedést tervező vállalkozásokkal, valamint turisztikai szempontból is meg kell jelenítenie az adott várost / községet. A komplex információk mellett fontos a rendezett és igényes kialakítás is. |
| Portfólió                               | Talán az egyik legkomplexebb kategória. Ide elsősorban olyan honlapokat várunk, melyeken magánszemélyek promotálják termékeiket és/vagy szolgáltatásaikat kereskedelmi célból. Itt van lehetőségük talán leginkább a felhasználóknak az önkifejezésre, mivel semmi nem szab határt a kiteljesedésüknek. Évről évre újabb és jobb megoldásokkal neveznek a versenyzők, mely arra enged következtetni, hogy a kreatív önmegvalósítás mindennapjaink szerves részét képezi és kell is, hogy képezze! |
| Rendezvény                              | Olyan weboldalak jelentkezését várjuk, amelyek: egy bizonyos eseménnyel foglalkoznak, céljuk egy célcsoport (civil, lakossági, szakmai, üzleti) elérése, tájékoztatása, megnyerése, ennélfogva az ismertség növelése. A komplex funkciók ellátása érdekében elengedhetetlen egy korszerű, tartalomban és képekben gazdag, könnyen kezelhető honlap megléte. Mivel sok esetben adott esemény bemutatása a lényeg, ezért fontos a weboldal letisztult és egyben kreatív összhangja. Mindezek mellett az is fontos, hogy a weboldalak folyamatosan frissülő tartalommal és információval szolgálják ki a látogatóikat. |
| Szolgáltatás                            | Marketing szempontból az üzleti tevékenység egyre nagyobb hányadát a szolgáltatások teszik ki. Ebbe a kategóriába elsősorban olyan honlapokat várunk, melyek tevékenységi körének alapját valamilyen szolgáltatás teszi ki. Napjainkban rengeteg szolgáltató honlap létezik, ezért érdemes a tömegből kitűnő, de mégis egységes, letisztult honlapokat készíteni. Fontos, hogy minél inkább felhasználóbarát és egyszerűen navigálható legyen egy-egy oldal. Mindezek mellett az is fontos, hogy a weboldalak folyamatosan frissülő tartalommal és információval szolgálják ki a látogatóikat. |
| Turizmus                                | Olyan weboldalak jelentkezését várjuk, melyek idegenforgalmi szolgáltatásokat nyújtanak, illetve egy-egy turisztikai terület jellegzetességeiről, látnivalóiról informálnak, ugyanakkor kereskedelmi tevékenységre is lehetőséget kínál weboldaluk. A komplex funkciók ellátása érdekében elengedhetetlen egy korszerű, tartalomban és képekben gazdag, könnyen kezelhető honlap megléte. Mivel sok esetben adott attrakció vagy úticél bemutatása a lényeg, ezért fontos a weboldal letisztult és egyben kreatív összhangja. |
| Vendéglátás                             | Ebbe a kategóriába vendéglátó-ipari egységek nevezéseit várjuk, melyek bemutatására szolgáló weboldalak kivitelezésének már csak a kreativitás képes határt szabni. Ezen honlapok esetében az egyik legfontosabb kritérium a felhasználóbarát, áttekinthető és innovatív megvalósítás. |

## Az elbírálás szempontjai[3]
- Design
  - A honlap vizuális megjelenése (színvilág, layout, tipográfia, grafika, stb.) támogatja-e a megadott célkitűzést, mennyire van összhangban a honlap tartalmával, azaz az összkép milyen benyomást kelt a látogatóban. Fontos az is, hogy mennyire kreatív a vizuális tartalom megjelenítése.
- UX – User Experience
  - A felhasználói elégedettség és maga az élmény sok szempontot magába foglaló zsűrizési szempont. A legfontosabb, hogy a látogató könnyedén és gördülékenyen tudjon böngészni az oldalon. Ma már azonban az is elengedhetetlen, hogy a honlap megoldásaival szórakoztatni tudjon és figyelemfelkeltő, hasznos tartalommal bírjon, azaz képes legyen visszacsábítani az érdeklődőt.
- Kategóriának megfelelő tartalom (súlyozott pontszám)
  - Miután a versenyben különböző kategóriákban lehet nevezni, a tartalmat nem lehet általában értékelni, kizárólag csak a konkrét kategória jellegzetességeinek megfelelően. Fontos szempont, hogy a honlap tartalmi része mennyire támogatja a nevezésben megadott marketing célkitűzés megvalósítását. De további szempontokat is figyelembe kell venni (pl. a kereskedelmi kategóriában induló honlapok - az üzleti szolgáltatás minősége mellett - mennyire felelnek meg a kötelező jogi előírásoknak).
- Kreativitás 
  - Kiemelkedő egy oldal több szempontból lehet, de ezek közül a leginnovatívabb, ha kreativitásunkkal merünk újat alkotni és aktivizálva a felhasználót bevonjuk a tevékenységünkbe. A zsűri ennél a szempontnál a legjobban a nevezők ötleteit és találékonyságát értékeli a weboldalakban.
- Reszponzivitás
  - A felhasználó eszközéhez/eszközeihez alkalmazkodó rugalmas webdizájn ma már elengedhetetlen feltétele egy jó honlapnak, éppen ezért értékeléseink során alapvető követelményként tekintünk rá.

## A zsűri
'Az Év Honlapja' pályázat független zsűrijének tagjai minden évben elismert, nagy szakmai tapasztalattal rendelkező digitális marketing szakemberek.
| név                 | cég, titulus                                                                                   |
| ------------------- | ---------------------------------------------------------------------------------------------- |
| B. Ferenc Attila    | Kommunikációs szakértő                                                                         |
| Béres Szilárd       | Media Sales, elnök                                                                             |
| Bonyhádi Gábor      | PROGmastersm, CO, CEO A zsűri elnöke                                                           |
| Dr. Eszes István    | Budapesti Gazdasági Egyetem, egyetemi tanár A zsűri tiszteletbeli elnöke                       |
| Fazekas László      | Games for Business, Head of Sales & Marketing                                                  |
| Kolma Kornél        | SAKKOM Interaktív, ügyvezető                                                                   |
| Lévai Richárd       | Liftup, CEO közösségi-marketing specialista                                                    |
| Mucsi Csaba         | digital expert                                                                                 |
| Nádasdy-Nagy Balázs | International IT Lead Auditor CTO, CEO                                                         |
| Somogyi Dóra        | SEO szakértő                                                                                   |
| Somogyi Péter       | AD MAX Hungary Kft., ügyvezető igazgató                                                        |
| Szabó-Dudás Péter   | Markweb Kft., head of digital                                                                  |
| Urbanczyk András    | Animáció.net, ügyvezető                                                                        |
| Varga István        | Az Év Honlapja, alapító Magyar Marketing Szövetség, elnökségi tag Manta Digitál Marketing, CDO |

## A díjak

### Az Év Honlapja díj
Kategóriánként egyetlen honlap nyerheti el az Év Honlapja díjat. Ezt a címet a zsűri azon honlapoknak ítéli oda, amelyeket az adott általános kategóriában – az elbírálási szempontok alapján –, a legjobbnak tartott. A zsűri azonban fenntartja a jogot, hogy egyes kategóriákban nem oszt első díjat, ha a honlapok minősége nem éri el a megfelelő színvonalat.

### Közönségdíj
A verseny ideje alatt ’Az Év Honlapja’ oldalán, Facebook azonosítással lehet szavazni a benevezett pályázatokra. A legtöbb pontot összegyűjtő weboldal közönségdíjban részesül.

### Különdíj
Különdíjjal jutalmazhatja a szakmai zsűri azokat a honlapokat, amelyek az adott kategóriában, holtversenyben végül alulmaradnak.

### Minőségi Díj
A Minőségi Díj egy minőségi tanúsítvány, amely nem egyenrangú, illetve egyenértékű az általános kategóriákban kiosztott díjakkal. Ezt a tanúsítványt a zsűri azon honlapoknak ajánlja fel, amelyeket ugyan beneveztek a versenyre, azonban nem győztek kategóriájukban, mindazonáltal a zsűri szempontrendszere szerint az adott honlap minőségi szintje kiemelkedő, illetve érdemes a Minőségi Díj tanúsítványának viselésére.
A szervezők a jelentkezésektől függően összevonhatnak kategóriákat, valamint módosíthatnak a pályázati kiíráson. Amennyiben valamely kategórián belül nem érkezik be jelentkezés, vagy a benyújtott honlapok színvonala ezt indokolttá teszi, a zsűri fenntartja a jogot, hogy az adott kategóriában nem ad ki díjat. A zsűri fenntartja magának a lehetőséget különdíjak, tiszteletdíjak átadására is. A zsűri a benyújtott pályázatok pontozásáról nem szolgáltat információt, a végső döntést többfordulós elbírálás folyamán hozza meg, a részfordulók eredményéről nem ad ki információt.

### Az Év Applikációja
2013-tól a élő kategória, a régi mobil marketing megoldások új neve.

## A díjátadó
Az Év Honlapja pályázatot ünnepélyes díjátadó zárja.

## A díjazottak
| 2024 | https://www.azevhonlapja.hu/dijazottak/dijat-nyert-weboldalak-2024 |  |  |
| ---- | ------------------------------------------------------------------ |  |  |
| 2023 | https://www.azevhonlapja.hu/dijazottak/dijat-nyert-weboldalak-2023 |  |  |
| 2022 | https://www.azevhonlapja.hu/dijazottak/dijat-nyert-weboldalak-2022 |  |  |
| 2021 | https://www.azevhonlapja.hu/dijazottak/dijat-nyert-weboldalak-2021 |  |  |